# Liste der Kulturgüter in Wattenwil
Die Liste der Kulturgüter in Wattenwil enthält alle Objekte in der Gemeinde Wattenwil im Kanton Bern, die gemäss der Haager Konvention zum Schutz von Kulturgut bei bewaffneten Konflikten, dem Bundesgesetz vom 20. Juni 2014 über den Schutz der Kulturgüter bei bewaffneten Konflikten sowie der Verordnung vom 29. Oktober 2014 über den Schutz der Kulturgüter bei bewaffneten Konflikten unter Schutz stehen.
Objekte der Kategorie A sind im Gemeindegebiet nicht ausgewiesen, Objekte der Kategorie B sind vollständig in der Liste enthalten, Objekte der Kategorie C fehlen zurzeit (Stand: 2. Mai 2024). Unter übrige Baudenkmäler sind Objekte zu finden, die im Bauinventar des Kantons Bern als «schützenswert» verzeichnet sind.

## Kulturgüter
| Foto |                                                                 | Objekt                               | Kat. | Typ | Standort                               | Beschreibung |
| ---- | --------------------------------------------------------------- | ------------------------------------ | ---- | --- | -------------------------------------- | --- |
| ja   | Datei hochladen · Wikidata zu Pfarrhaus mit Stöckli (Q29676335) | Pfarrhaus mit Stöckli KGS-Nr.: 01338 | B    | G   | Grundbachstrasse 8, 8a 605030 / 180015 | Das im Kern aus dem 16. Jahrhundert stammende Pfarrhaus wird seit dem Umbau von 1659 als solches genutzt. Der repräsentative Bau mit massivem Erdgeschoss und Fachwerkkonstruktion im Ober- und Dachgeschoss ist nordseitig braun gefasst und mit schwarzem Filetstrich versehen, südseitig hingegen verputzt. An der Westseite erhebt sich ein polygonaler Treppenturm mit Firststange. Nebenan steht das 1768 erbaute Stöckli, bestehend aus einem Erdgeschoss mit Bruchstein-Mauerwerk und Fachwerk-Obergeschossen. |

## Übrige Baudenkmäler
Hinweis: Anstelle der KGS-Nummer wird als Objekt-Identifikator (ID) die Grundstücksnummer verwendet.
| ID   | Foto |                 | Objekt                                    | Typ | Standort                                | Beschreibung |
| ---- | ---- | --------------- | ----------------------------------------- | --- | --------------------------------------- | ------------ |
| 14   | BW   | Datei hochladen | Bauernhaus (1680)                         | G   | Heimenried 7 604151 / 180669            |              |
| 23   | BW   | Datei hochladen | Bauernhaus (1742)                         | G   | Schwarzmoosweg 6 604617 / 180567        |              |
| 33   | BW   | Datei hochladen | Pfrund-Ofenhaus (19. Jh.)                 | G   | Grundbachstrasse 8b 605055 / 180025     |              |
| 133  | BW   | Datei hochladen | Bauernhaus (um 1740)                      | G   | Vorgasse 8, 10 605075 / 179855          |              |
| 136  | BW   | Datei hochladen | Ehemaliges Bauernhaus (2. Hälfte 18. Jh.) | G   | Mettleneggenstrasse 6 605219 / 178104   |              |
| 253  | BW   | Datei hochladen | Wohnhaus (um 1925)                        | G   | Fröschgasse 2 605127 / 179796           |              |
| 380  | BW   | Datei hochladen | Ehemaliges Bauernhaus (2. Hälfte 18. Jh.) | G   | Gässli 2 605356 / 179874                |              |
| 423  | ja   | Datei hochladen | Wirtschaft zur Traube (1874)              | G   | Blumensteinstrasse 46 605573 / 178122   |              |
| 501  | BW   | Datei hochladen | Ehemalige Käserei (1903)                  | G   | Burgisteinstrasse 7 605210 / 179883     |              |
| 515  | ja   | Datei hochladen | Reformierte Kirche (1683)                 | G   | Grundbachstrasse 5a 605067 / 179936     |              |
| 524  | ja   | Datei hochladen | Ehemaliges Bauernhaus (Mitte 17. Jh.)     | G   | Huepel 6 604896 / 178923                |              |
| 544  | BW   | Datei hochladen | Bauernhaus (1681)                         | G   | Aebnitweg 11 605068 / 179368            |              |
| 575  | BW   | Datei hochladen | Bauernhaus (Mitte 18. Jh.)                | G   | Englismoos 2 605604 / 180918            |              |
| 577  | BW   | Datei hochladen | Ehemaliges Bauernhaus (1799)              | G   | Burgisteinstrasse 1, 1a 605405 / 179862 |              |
| 625  | BW   | Datei hochladen | Ofenhaus-Stöckli (1903)                   | G   | Höstettli 3 604849 / 179357             |              |
| 625  | BW   | Datei hochladen | Bauernhaus (1798)                         | G   | Höstettli 4 604882 / 179391             |              |
| 706  | ja   | Datei hochladen | Ehemaliges Bauernhaus (1753)              | G   | Grundbachstrasse 2 605145 / 179921      |              |
| 841  | BW   | Datei hochladen | Bauernhaus (1742)                         | G   | Schwarzmoosweg 4 604657 / 180541        |              |
| 867  | ja   | Datei hochladen | Ehemaliges Bauernhaus (1784/85)           | G   | Ryscherenweg 1 604712 / 178884          |              |
| 895  | BW   | Datei hochladen | Wohnhaus (1914)                           | G   | Burgisteinstrasse 17 605185 / 180361    |              |
| 900  | BW   | Datei hochladen | Bauernhaus (1826)                         | G   | Grundbachstrasse 32 604559 / 179691     |              |
| 905  | ja   | Datei hochladen | Ofenhaus (Ende 18. Jh.)                   | G   | Rüdliweg 8a 604455 / 179403             |              |
| 992  | ja   | Datei hochladen | Bauernhaus (1731)                         | G   | Grundbachstrasse 49 604171 / 179420     |              |
| 1089 | ja   | Datei hochladen | Bauernhaus (1762)                         | G   | Bärgliweg 2 604479 / 179864             |              |
| 1089 | ja   | Datei hochladen | Ofenhaus (Ende 18. Jh.)                   | G   | Bärgliweg 2a 604488 / 179885            |              |
| 1196 | ja   | Datei hochladen | Bauernhaus (um 1800)                      | G   | Mettleneggenstrasse 8 605141 / 178172   |              |
| 1298 | ja   | Datei hochladen | Sägewerk (um 1840)                        | G   | Schwarzenbergweg 1 603615 / 179721      |              |
| 1365 | BW   | Datei hochladen | Ehemaliges Bauernhaus (1657)              | G   | Bernstrasse 7 605539 / 179939           |              |
| 1405 | BW   | Datei hochladen | Wohnhaus (1. Hälfte 19. Jh.)              | G   | Grundbachstrasse 6 605080 / 179987      |              |
| 1624 | BW   | Datei hochladen | Mehrzweckgebäude (Mitte 19. Jh.)          | G   | Postgasse 1 605244 / 179874             |              |
| 1680 | ja   | Datei hochladen | Schulhaus (1859)                          | G   | Grundbachstrasse 4 605092 / 179946      |              |
| 1728 | ja   | Datei hochladen | Ehemaliges Schulhaus (1876)               | G   | Weiermoosweg 2 605550 / 178205          |              |
| 1856 | ja   | Datei hochladen | Bauernhaus (1669)                         | G   | Türliweg 6, 6a 605501 / 178200          |              |
| 1907 | BW   | Datei hochladen | Dorfbrunnen (1. Hälfte 19. Jh.)           | K   | Postgasse N.N. 605230 / 179887          |              |
| 2213 | BW   | Datei hochladen | Ehemaliges Bauernhaus (2. Hälfte 18. Jh.) | G   | Kilchweg 2 605036 / 179878              |              |
| 2285 | BW   | Datei hochladen | Dorfbrunnen (1. Hälfte 19. Jh.)           | K   | Dorfeggen N.N. 605447 / 179914          |              |
| 2544 | ja   | Datei hochladen | Bauernhaus (1781)                         | G   | Türliweg 8 605451 / 178194              |              |